# Bay City (Teksas)
Bay City – miasto w Stanach Zjednoczonych, w stanie Teksas w hrabstwie Matagorda, nad rzeką Colorado.

## Geografia
Miasto zajmuje powierzchnię 8,5 km², z czego (0,12%) stanowią wody.

## Demografia
Według spisu z 2000 roku miasto zamieszkuje 18 667 osób skupionych w 6912 gospodarstwach domowych, tworzących 4769 rodzin. Gęstość zaludnienia wynosi 2196,0 osoby/km². Miasto zamieszkuje 61,62% stanowią osoby rasy białej, 17,26% Afroamerykanie, 0,74% rdzenni Amerykanie, 2,59% ludność wywodząca się z dwóch lub więcej ras. Hiszpanie lub Latynosi stanowią 34,74%.
W mieście są 6912 gospodarstw domowych, w których 32,1% stanowią dzieci poniżej 18 roku życia żyjących z rodzicami, 48,0% stanowią małżeństwa, 16,1% stanowią kobiety nie posiadające męża oraz 31,0% stanowią osoby samotne. 27,1% wszystkich gospodarstw domowych składa się z jednej osoby oraz 10,5% żyjących samotnie ma powyżej 65 roku życia. Średnia wielkość gospodarstwa domowego wynosi 2,66 osoby, natomiast rodziny 3,25 osoby.
Przedział wiekowy kształtuje się następująco: 30,9% stanowią osoby poniżej 18 roku życia, 9,8% stanowią osoby pomiędzy 18 a 24 rokiem życia, 28,2% stanowią osoby pomiędzy 25 a 44 rokiem życia, 20,0% stanowią osoby pomiędzy 45 a 64 rokiem życia oraz 11,1% stanowią osoby powyżej 65 roku życia. Średni wiek wynosi 32 lata. Na każde 100 kobiet przypada 95 mężczyzn. Na każde 100 kobiet powyżej 18 roku życia przypada 91,1 mężczyzny.
Średni dochód dla gospodarstwa domowego wynosi 30 446 dolarów, a dla rodziny wynosi 39 281 dolarów. Dochody mężczyzn wynoszą średnio 38 202 dolarów, a kobiet 23 058 dolarów. Średni dochód na osobę w mieście wynosi 15 284 dolarów. Około 18,3% rodzin i 21,4% populacji miasta żyje poniżej minimum socjalnego, z czego 27,7% jest poniżej 18 roku życia i 14,3% powyżej 65 roku życia.